# Bezirk Imst
Der Bezirk Imst ist ein politischer Bezirk des österreichischen Bundeslandes Tirol. Namensgeber ist Imst, der Verwaltungssitz und die einzige Stadt des Bezirks.
Der Bezirk grenzt im Westen an den Bezirk Landeck, im Osten an den Bezirk Innsbruck-Land, im Norden an den Bezirk Reutte und zu einem kleinen Teil an Bayern (Landkreis Garmisch-Partenkirchen) und im Süden an Südtirol.
Seit 1. Jänner 2021 ist Eva Loidhold Bezirkshauptfrau.

## Geografie
Der Bezirk umfasst auf 1.724,96 km² einen Teil des Oberinntals mit dessen südlichen Seitentälern Ötztal und Pitztal sowie dem nach Norden abzweigenden Gurgltal. Ferner gehört der Großteil des Mieminger Plateaus zum Bezirk. Die Hochgebirge, zwischen denen die Täler verlaufen, gehören zu den Ötztaler Alpen im Südwesten, den Stubaier Alpen im Südosten, den Lechtaler Alpen im Nordwesten, dem Mieminger Gebirge im Nordosten, die Gipfel an der Grenze zu Deutschland im äußersten Norden gehören zum Wettersteingebirge. Vom Gurgltal führt der Fernpass in Richtung Reutte, außerdem besteht von dort eine Verbindung über das Hahntennjoch ins Lechtal. Im Süden besteht mit dem Timmelsjoch ein Übergang vom Ötztal nach Südtirol. Mit der Wildspitze liegt der höchste Berg Nordtirols (3768 m ü. A.) im Bezirk, der tiefste Punkt (620 m ü. A.) liegt am Inn bei Rietz.

## Wirtschaft und Infrastruktur
Die Wirtschaft ist stark vom Dienstleistungsbereich geprägt, hier dominiert vor allem der zweisaisonale Tourismus. Wichtigster Industriestandort ist Imst.
Die größten Betriebe sind: Hofer (Lebensmittelhandel), Holzindustrie Pfeifer, MS-Design (Auto-Tuningteile), Sparkasse Imst und Riml Hotels in Sölden.
Der Bezirk hat eine hohe Anzahl von Auspendlern, vor allem in den Großraum Innsbruck.

## Angehörige Gemeinden

Gemeinden des Bezirks Imst

Der Bezirk Imst umfasst 24 Gemeinden, darunter eine Stadt und keine Marktgemeinde.
Regionen in der Tabelle sind Tiroler Planungsverbände (Stand: März 2017)
| Gemeinde                | Lage | Ew     | km²    | Ew / km² | Gerichtsbezirk | Region                             | Typ             | Foto | Metadaten         |
| ----------------------- | ---- | ------ | ------ | -------- | -------------- | ---------------------------------- | --------------- | ---- | ----------------- |
| Arzl im Pitztal         |      | 3.160  | 29,37  | 108      | Imst           | 12 – Pitztal                       | Gemeinde        | ja   | Gem.Kennz.: 70201 |
| Haiming                 |      | 4.900  | 40,21  | 122      | Silz           | 13 – Ötztal                        | Gemeinde        | ja   | Gem.Kennz.: 70202 |
| Imst                    |      | 11.108 | 113,39 | 98       | Imst           | 10 – Imst und Umgebung             | Stadt- gemeinde | ja   | Gem.Kennz.: 70203 |
| Imsterberg              |      | 826    | 10,86  | 76       | Imst           | 10 – Imst und Umgebung             | Gemeinde        | ja   | Gem.Kennz.: 70204 |
| Jerzens                 |      | 904    | 30,43  | 30       | Imst           | 12 – Pitztal                       | Gemeinde        | ja   | Gem.Kennz.: 70205 |
| Karres                  |      | 633    | 7,52   | 84       | Imst           | 10 – Imst und Umgebung             | Gemeinde        | ja   | Gem.Kennz.: 70206 |
| Karrösten               |      | 718    | 7,91   | 91       | Imst           | 10 – Imst und Umgebung             | Gemeinde        | ja   | Gem.Kennz.: 70207 |
| Längenfeld              |      | 4.927  | 195,84 | 25       | Silz           | 13 – Ötztal                        | Gemeinde        | ja   | Gem.Kennz.: 70208 |
| Mieming                 |      | 3.971  | 50,40  | 79       | Silz           | 11 – Inntal–Mieminger Plateau      | Gemeinde        | ja   | Gem.Kennz.: 70209 |
| Mils bei Imst           |      | 657    | 3,49   | 188      | Imst           | 10 – Imst und Umgebung             | Gemeinde        | ja   | Gem.Kennz.: 70210 |
| Mötz                    |      | 1.357  | 5,86   | 232      | Silz           | 11 – Inntal–Mieminger Plateau      | Gemeinde        | ja   | Gem.Kennz.: 70211 |
| Nassereith              |      | 2.239  | 72,43  | 31       | Imst           | 10 – Imst und Umgebung             | Gemeinde        | ja   | Gem.Kennz.: 70212 |
| Obsteig                 |      | 1.479  | 34,66  | 43       | Silz           | 11 – Inntal–Mieminger Plateau      | Gemeinde        | ja   | Gem.Kennz.: 70213 |
| Oetz                    |      | 2.382  | 29,19  | 82       | Silz           | 13 – Ötztal                        | Gemeinde        | ja   | Gem.Kennz.: 70214 |
| Rietz                   |      | 2.515  | 19,57  | 128      | Silz           | 15 – Telfs und Umgebung–Salzstraße | Gemeinde        | ja   | Gem.Kennz.: 70215 |
| Roppen                  |      | 1.951  | 30,87  | 63       | Silz           | 13 – Ötztal                        | Gemeinde        | ja   | Gem.Kennz.: 70216 |
| St. Leonhard im Pitztal |      | 1.442  | 223,53 | 6,5      | Imst           | 12 – Pitztal                       | Gemeinde        | ja   | Gem.Kennz.: 70217 |
| Sautens                 |      | 1.603  | 11,61  | 138      | Silz           | 13 – Ötztal                        | Gemeinde        | ja   | Gem.Kennz.: 70218 |
| Silz                    |      | 2.640  | 65,67  | 40       | Silz           | 11 – Inntal–Mieminger Plateau      | Gemeinde        | ja   | Gem.Kennz.: 70219 |
| Sölden                  |      | 3.110  | 466,89 | 6,7      | Silz           | 13 – Ötztal                        | Gemeinde        | ja   | Gem.Kennz.: 70220 |
| Stams                   |      | 1.608  | 33,56  | 48       | Silz           | 11 – Inntal–Mieminger Plateau      | Gemeinde        | ja   | Gem.Kennz.: 70221 |
| Tarrenz                 |      | 2.855  | 74,64  | 38       | Imst           | 10 – Imst und Umgebung             | Gemeinde        | ja   | Gem.Kennz.: 70222 |
| Umhausen                |      | 3.514  | 137,42 | 26       | Silz           | 13 – Ötztal                        | Gemeinde        | ja   | Gem.Kennz.: 70223 |
| Wenns                   |      | 2.175  | 29,65  | 73       | Imst           | 12 – Pitztal                       | Gemeinde        | ja   | Gem.Kennz.: 70224 |

## Bevölkerungsentwicklung
Bezogen auf die Fläche des Bezirks mit 1.724,96 Quadratkilometern ergibt dies eine Bevölkerungsdichte von rund 36 Einwohnern pro Quadratkilometer.